# Ryōsuke Irie
Ryōsuke Irie (入江 陵介?, Irie Ryōsuke; Prefettura di Ōsaka, 24 gennaio 1990) è un nuotatore giapponese.
Ha partecipato alle Olimpiadi 2008 di Pechino, arrivando 5º nei 200m dorso.
Il 10 maggio 2009 ha nuotato i 200m dorso in 1'52"86, record mondiale che però non è stato omologato dalla FINA.

## Palmarès
- Olimpiadi

Londra 2012: argento nei 200m dorso e nella 4x100m misti e bronzo nei 100m dorso.
- Mondiali

Roma 2009: argento nei 200m dorso.
Shanghai 2011: argento nei 200m dorso e bronzo nei 100m dorso.
Barcellona 2013: bronzo nella 4x100m misti.
- Mondiali in vasca corta

Doha 2014: bronzo nei 100m dorso.
Hangzhou 2018: bronzo nella 4x100m misti.
- Campionati panpacifici

Irvine 2010: bronzo nei 200m dorso.
Gold Coast 2014: oro nei 100m dorso, argento nei 200m dorso e nella 4x100m misti.
Tokyo 2018: argento nei 100m dorso, nei 200m dorso, nella 4x100m misti e nella 4x100m misti mista.
- Giochi asiatici

Doha 2006: oro nei 200m dorso.
Canton 2010: oro nei 100m dorso, nei 200m dorso e nella 4x100m misti e argento nei 50m dorso.
Incheon 2014: oro nei 100m dorso e nei 200m dorso, argento nei 50m dorso e nella 4x100m misti.
Giacarta 2018: argento nei 50m dorso, nei 100m dorso, nei 200m dorso, nella 4x100m misti e nella 4x100m misti mista.
Hangzhou 2023: argento nei 100m dorso e nella 4x100m misti mista, bronzo nei 50m dorso e nella 4x100m misti.
- Universiadi

Belgrado 2009: oro nei 100m dorso, nei 200m dorso e nella 4x100m misti e argento nei 50m dorso.
Shenzen 2011: oro nei 50m dorso, nei 200m dorso e nella 4x100m misti.

## International Swimming League
| stagione 2020    |
| ---------------- |
| Tokyo Frog Kings |